# Kain (film)
Kain er en dansk stumfilm fra 1912 produceret af Det Skandinavisk-Russiske Handelshus. Filmens instruktør er ukendt.
Filmen havde premiere den 14. november 1912 i Victoria-Teatret.

## Handling
Filmen handler om to artister, der elsker den samme kvinde. De to artister har hidtil været som brødre, men kvinden skiller dem. Under krigen overfalder den ene den anden og tror at have dræbt ham. I virkeligheden er den overfaldne kun såret; han helbredes, sendes hjem og får sin elskede, mens rivalen jages væk med kainsmærket på sin pande.

## Medvirkende
- Richard Jensen - Artist og krigshelt
- Emilie Otterdahl - Cirkusrytterske
- Valdemar Møller - Stærk mand, bror til artisten